# Сенюк Степан Онуфрійович
Сенюк Степан Онуфрійович (псевдо: «Буйтур»; 1921, с. Полове, тепер Радехівська міська громада, Львівська область — 30 червня 1952, там же) — керівник Радехівського районного проводу ОУН, лицар Бронзового хреста бойової заслуги УПА.

## Життєпис
Освіта — 4 класи народної школи. 
Член ОУН із 1940 року — зв'язковий станичної сітки ОУН (1940—1944). Стрілець сотні УПА «Черника» (1944 — осінь 1945). Навесні 1945 року у бою з облавниками тяжко поранений, лікується впродовж півроку. Зв'язковий Радехівського районного (осінь 1945—1946), Радехівського надрайонного (1946-?) проводів ОУН. Керівник Радехівського районного проводу ОУН (?-29.08.1952). 
Загинув внаслідок зради — підведений під удар опергрупи МДБ агентом «Карпо». Старший вістун УПА (30.05.1947).

## Нагороди
- Двічі відзначений Бронзовим хрестом бойової заслуги (31.08.1948, 30.11.1949).